# Vietato fumare
Vietato fumare (No Smoking) è un film del 1951 diretto da Jack Kinney. È un cortometraggio animato della serie Goofy, prodotto dalla Walt Disney Productions, uscito negli Stati Uniti il 23 novembre 1951 e distribuito dalla RKO Radio Pictures.

## Trama
Quando Cristoforo Colombo approdò nel nuovo mondo un nativo americano gli offrì un sigaro e fumare divenne una nuova moda nel vecchio mondo. Secoli dopo George Geef è talmente dipendente dal fumo da avere gli occhi irritati e problemi respiratori; decide pertanto di smettere, ma vede i suoi colleghi di lavoro fumare e non riesce a resistere. Cerca pertanto disperatamente di entrare in possesso di un sigaro, una sigaretta o una pipa, ma ogni volta fallisce miseramente. Infine George chiede a un uomo qualcosa da fumare; egli gli dà un sigaro, che poco dopo esplode. In una successiva edizione del corto, dopo l'esplosione del sigaro, George annuncia di avere deciso di smettere definitivamente di fumare.

## Distribuzione

### Edizioni home video

#### VHS
- Il mondo di Pippo (ottobre 1986)[1]

#### DVD
Il cortometraggio è incluso nel DVD Walt Disney Treasures: Pippo, la collezione completa.